# The Cricket (film, 1917)

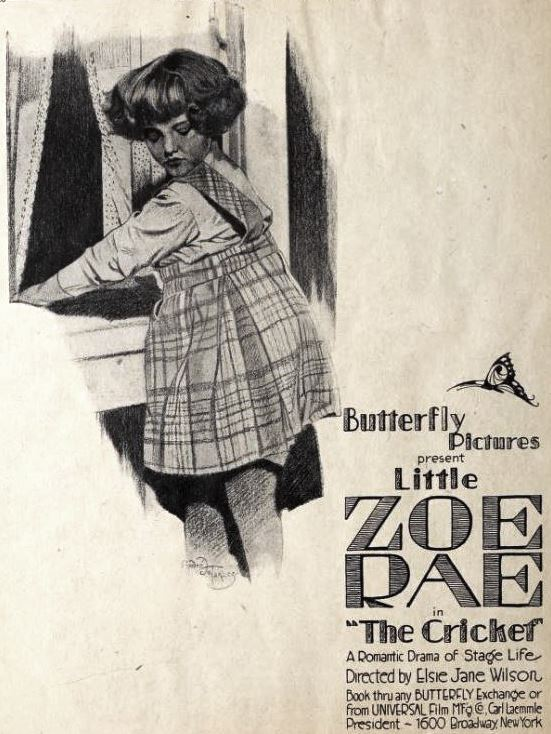
Annonce pour le film.

Pour l’article homonyme, voir The Crickets.
The Cricket est un film américain réalisé par Elsie Jane Wilson, sorti en 1917.

## Fiche technique
- Réalisation : Elsie Jane Wilson
- Scénario : Elliott J. Clawson
- Photographie : Stephen Rounds
- Production : Universal Pictures
- Genre : Drame[2]
- Distributeur : Universal Pictures
- Durée : 50 minutes
- Date de sortie : 12 novembre 1917

## Distribution
- Zoe Rae : The Cricket enfant
- Rena Rogers : The Cricket adulte
- Fred Warren : Saveline
- Harry Holden : Caesar
- Winter Hall : Pinglet
- George Hupp : Pascal enfant
- Hallam Cooley : Pascal adulte
- Gretchen Lederer ; la mère de Cricket